# Motte Saaler Mühle
Die Motte Saaler Mühle ist eine kleine abgegangene Turmhügelburg (Motte) in Bergisch Gladbach im Rheinisch-Bergischen Kreis in Nordrhein-Westfalen. 

## Beschreibung
Die Burganlage befand sich im umgangssprachlich Saaler Mühlenteich genannten Bensberger See im Ortsteil Saaler Mühle des Stadtteils Kippekausen.
Sie ist bei der Umgestaltung des Geländes zum Sport und Naherholungsgebiet in den Jahren 1969–1973 größtenteils überflutet worden. Sie bestand zuvor aus mehreren benachbarten Aufschüttungen, die entweder eine große mehrteilige Motte oder zwei benachbarte Anlagen mit zugehörigen Wirtschaftshöfen darstellten.
Vor der Flutung des Geländes fand 1969 eine Inspektion durch Archäologen des Rheinischen Landesmuseums statt, bei der bis zu fünf teilweise von Gräben umgebene Aufschüttungen als wahrscheinliche Reste der mittelalterlichen Anlage erkannt wurden. Deren klare Zuordnung wurde aber durch die Tagebaue und Halden der direkt benachbarten, neuzeitlichen Braunkohlegrube Consolidation Alfred erheblich erschwert.
Weitere archäologische Untersuchungen fanden nicht mehr statt. Von der ursprünglich weitläufigen Burganlage ist seitdem lediglich noch ein etwa 15 × 20 m großer und 5 m hoher Hügel obertägig sichtbar, der steil abgeböscht als Insel aus dem See ragt. 
Die Motte Saaler Mühle scheint mit dem Inneren Landesausbau des Bergischen Landes im 9. bis 13. Jahrhundert in Zusammenhang zu stehen. In direkter Nachbarschaft befand sich im Spätmittelalter der Rittersitz Saal, von dem keine Gebäude erhalten geblieben sind. Über die Geschichte dieses Rittersitzes ist wenig bekannt, erst für das Jahr 1511 ist hier mit den Herren von Zweiffel ein Geschlecht sicher belegt.
Die Saaler Mühle wurde 1969 als letztes Gebäude des zugehörigen Hofkomplexes abgerissen und an ihrer Stelle das Bensberger Hallenbad errichtet.
- 3D-Geländemodell der Motte Saaler Mühle